# Grundrechte (Österreich)
In Österreich befinden sich die Grundrechte nicht, wie in vielen anderen Staaten, geschlossen in einem Gesetz, sondern sind – wie die gesamte österreichische Bundesverfassung – auf zahlreiche Gesetze verteilt. Dabei werden einzelne Gesetze, oder auch nur einzelne Paragraphen in Verfassungsrang gesetzt.
Das Wort „Grundrecht“ wird dabei selten verwendet. Beispielsweise spricht das österreichische Bundes-Verfassungsgesetz von „verfassungsgesetzlich gewährleisteten Rechten“, das Staatsgrundgesetz von „allgemeinen Rechten“. Im Stufenbau der Rechtsordnung bilden die Grundrechte subjektiv-öffentliches Recht, das dem Einzelnen durch eine Rechtsvorschrift im Verfassungsrang eingeräumt ist. Dadurch sind viele Grundrechte nicht explizit ausformuliert.
Mehrere verfassungsgesetzlich gewährleistete Rechte in den einzelnen Gesetzen überschneiden sich teilweise in ihrem Schutzbereich (beispielsweise: Recht auf Achtung des Privat- und Familienlebens Art 8 EMRK mit Grundrecht auf Datenschutz und Schutz des Briefgeheimnisses und Schutz des Fernmeldegeheimnisses aus dem StGG) oder kommen terminologisch überhaupt doppelt vor (beispielsweise: Freiheit der Meinungsäußerung: Art 13 StGG und Art 10 EMRK; Vereins- und Versammlungsfreiheit: Art 12 StGG und Art 11 EMRK) – beide durch Übernahme der gesamten Europa-Menschenrechtskonvention und Erhebung in den Verfassungsrang.

## Rechtsquellen
Die folgende Liste gibt eine Auswahl und Übersicht über die wichtigsten Gesetze zu Grundrechten in historischer Abfolge. Früher verankerte Rechte sind beim einzelnen Gesetz nicht wiederholt, ebenso diejenigen, die später neukundgemacht wurden, diese stehen bei der aktuellen Rechtsquelle.

### Gesetz zum Schutze des Hausrechts
Hauptartikel: Gesetz zum Schutze des Hausrechts
In diesem schon 27. Oktober 1862 erlassenen Gesetz zum Schutz des Hausrechts gegen Übergriffe der Organe der öffentlichen Gewalt ist geregelt, wann eine Hausdurchsuchung durchgeführt werden darf und wann nicht, ergo die Person davor geschützt ist. Es beruht auf § 10 Grundrechtspatent 1849 und wurde zu einem Bestandteil des Staatsgrundgesetzes 1867 erklärt (Art. 9) und gilt bis heute so.

### Staatsgrundgesetz über die allgemeinen Rechte der Staatsbürger
In diesem Gesetz, das einen Teil der Dezemberverfassung von 1867 bildete und auf der Märzverfassung von 1849 (einschließlich Grundrechtspatent) aufbaute, und 1918 in den Rechtsbestand der Republik übernommen wurde, befinden sich einige der wichtigsten Grundrechte:
- Gleichheitsrecht für Österreicher: „Vor dem Gesetze sind alle Staatsbürger gleich.“ (Art 2 StGG 1867, auch Art 7 B-VG 1920): Ursprünglich garantierte der Gleichheitssatz damit nur eine Rechtsanwendungsgleichheit („Gleichheit vor dem Gesetz“), d. h., dass das Gesetz vor jedem gleich anzuwenden sei, also dass jede Person, unabhängig vom Stand, Klasse, Geschlecht, Bekenntnis etc. dem Gesetz unterstehe. Dies sollte hauptsächlich die Vollziehungsorgane binden und vor Willkür derselben schützen. Der VfGH entwickelte den Gleichheitssatz aber in seiner Rechtsprechung über den historischen und wörtlichen Sinn hinaus. Er band auch die Gesetzgebung daran und leitete noch ein allgemeines Sachlichkeitsgebot und einen Vertrauensschutz ab.
- Gleiche Zugänglichkeit zu den öffentlichen Ämtern (Art 3)
- Freizügigkeit der Person (Art 4 Abs 1, auch Art 2 Abs 1 4.ZPEMRK 1969)
- Freizügigkeit des Vermögens (Art 4 Abs 1, auch Art 2 Abs 1 4.ZPEMRK 1969)
- Unverletzlichkeit des Eigentums (Art 5, und Art 1 1.ZPEMRK 1958)
- Aufenthaltsfreiheit und freie Wahl des Wohnsitzes (Art 6 Abs 1, auch Art 2 Abs 1 4.ZPEMRK 1969)
- Erwerbs(ausübungs)freiheit (Art 6 Abs 1)
- Freiheit des Liegenschaftsverkehrs (Art 6 Abs 1)
- Aufhebung jedes Untertänigkeits- und Hörigkeitsverbandes (Art 7; d. i. Verbot der Sklaverei, Zwangs- und Pflichtarbeit, Art 4 EMRK 1958) – in den Grundzügen schon seit dem Untertanenpatent (Leibeigenschaftsaufhebungspatent) Josephs II. von 1781
- Unverletzlichkeit des Hausrechts (Art 9, auch Art 8 EMRK 1958), einschließlich Schutz vor willkürlicher Hausdurchsuchung (Gesetz zum Schutze des Hausrechts, 1862)
- Schutz des Briefgeheimnisses (Art 10, auch Art 8 EMRK 1958)
- Petitionsrecht (Art 11)
- Vereinsfreiheit (Art 12, i.e. Vereinigungsfreiheit Art 11 EMRK 1958)
- Versammlungsfreiheit (Art 12, auch Art 11 EMRK 1958)
- Meinungsäußerungsfreiheit (Art 12 Abs 1, auch Art 10 EMRK 1958)
- Pressefreiheit (Art 13 Abs 2)
- Religionsfreiheit: Glaubensfreiheit (Art 14, auch Art 63 Abs 2 StV St. Germain 1919, Art 9 EMRK 1958) einschließlich der Freiheit der Religionsausübung (häusliche/private Religionsübung für Anhänger eines gesetzlich nicht anerkannten Religionsbekenntnisses, Art 16 StGG; öffentliche Religionsausübung für Mitglieder gesetzlich anerkannter Kirchen und Religionsgesellschaften, Art 15 StGG)
- Gewissensfreiheit (Art 14, auch Art 9 EMRK 1958)
- Freiheit der Wissenschaft und ihrer Lehre (Art 17 Abs 1)
- Unterrichtsfreiheit (Art 17 Abs 2)
- Kunstfreiheit (Art 17a, seit 1982)
- Freiheit der Berufswahl und Berufsausbildung (Art 18)
- Gleichberechtigung der ethnischen Gruppen Österreichs (Art 19 – in Gesetzestext: „Volksstämme“), insbesondere Recht auf Wahrung und Pflege der Nationalität und Sprache (Abs 1), Gleichberechtigung in Schule, Amt und öffentlichem Leben (Abs 2) und Ausbildung in eigener Sprache in mehrsprachigen Gebieten (Abs 3); dieser Artikel gilt als durch die Art. 66–68 StV St. Germain 1919 derogiert, ist aber noch rechtswirksam.

### Staatsvertrag von Saint-Germain-en-Laye
Der Vertrag vom 10. September 1919 regelte die Bedingungen für eine Schaffung der Republik und ist als Völkerrecht bis heute verbindlich.
- Recht auf Leben (Art 63 Abs 1 StV St. Germain; auch Art. 2 EMRK 1958, 6.ZPEMRK 1985, Art 85 B-VG 1920)
- Recht auf Freiheit (Art 63 Abs 1, auch Art. 6 EMRK 1958)
- Gleichheitsrechte und Diskriminierungsverbot für alle Einwohner Österreichs, insbesondere für Angehörige aller Minderheiten (Art 62 ff)
- Sprachfreiheit (Art 66 Abs 3); insbesondere für Minderheiten (Art 67)
- Sonderrechte der Sprachminderheiten (Art 66 Abs 2; insb. Muttersprachenunterricht an öffentlichen Volksschulen in den Wohngebieten, Art 68; für slowen. und kroat. Minderheiten auch Art 7 StV Wien 1955)

### Bundes-Verfassungsgesetz
Dieses Gesetz (B-VG) vom 10. November 1920 bildete die Basis der Ersten Republik Österreich und wurde nach dem Zweiten Weltkrieg wieder in Kraft gesetzt.
- Recht von Staatsbürgerinnen auf Leistung eines Freiwilligen-Dienstes im Bundesheer und das Recht diesen zu beenden (Art 9a Abs 3 B-VG; seit 1998)
- Recht auf Wehrdienstverweigerung (Art 9a Abs 4)
- Öffentlichkeitsrecht an Privatschulen (Art 14 Abs 7)
- Aktives und passives Wahlrecht: zum Europäischen Parlament (Art 23a, seit 1995); zum Nationalrat (Art 26); zum Amt des Bundespräsidenten (Art 60); zu den Landtagen (Art 95); zum Gemeinderat (Art 117 Abs 2)
- Stimmrecht zu: Volksbegehren (Art 41 Abs 2); Volksabstimmungen (Art 46 Abs 2); Volksbefragungen (Art 49b Abs 3)
- Recht auf den gesetzlichen Richter (Art 83 Abs 2)

### Staatsvertrag betreffend die Wiederherstellung eines unabhängigen und demokratischen Österreich
Dieser Staatsvertrag betreffend die Wiederherstellung eines unabhängigen und demokratischen Österreich, gegeben zu Wien am 15. Mai 1955 (Langtitel) schloss die Besatzungszeit ab.
- Sonderrechte der slowenischen und kroatischen Sprachminderheiten: Gebrauch der eigenen Sprache vor Behörden (Amtssprache, Art 7 Z 3 StV Wien), eigene Mittelschulen (Art 7 Z 2)

### Konvention zum Schutze der Menschenrechte und Grundfreiheiten
Die Europäische Menschenrechtskonvention (EMRK) von 1951 trat in Österreich am 3. September 1958 in Kraft. Als völkerrechtlicher Vertrag wurde sie generell transformiert und ist als self-executing unmittelbar anwendbar.
Die neu eingeführten Grundrechte sind:
- Verbot der Folter (Recht, keiner unmenschlichen oder erniedrigenden Strafe oder Behandlung unterworfen zu werden, Art 3)
- Recht auf eine gerichtliche Entscheidung in Zivil- und Strafsachen und auf ein faires Verfahren sowie auf einen rechtsstaatlichen Mindeststandard im Strafprozess (Art 6)
- Keine Strafe ohne Gesetz (Art 7)
- Recht auf Achtung des Privat- und Familienlebens (Art 8; einschließlich Fernmeldegeheimnis, dieses auch Art 10a StGG, seit 1973)
- Gedankenfreiheit (Art 9)
- Recht auf Sicherheit (Art 12)
- Recht der Eheschließung (Art 12)
- Recht auf Familiengründung (Art 12)
- Recht auf eine wirksame Beschwerde (Art 13)
- Gleichheitsrechte und Diskriminierungsverbot für alle Menschen (Art 14)
- Freiheit der politischen Tätigkeit von Ausländern (Art 16)

### Zusatzprotokoll zur Konvention zum Schutze der Menschenrechte und Grundfreiheiten
1. Protokoll vom 20. März 1952, ebenfalls 1958 mitratifiziert.
- Recht auf Bildung (Art 2)
- Recht auf freie Wahlen (Art 3)

### Protokoll Nr. 4 zur Konvention zum Schutze der Menschenrechte und Grundfreiheiten
Dieses Protokoll vom 16. September 1963 trat 1969 in Kraft. Neu entstandene Grundrechte sind:
- Recht auf Einreise in den Heimatstaat (Art. 3 Abs 2 4.ZPEMRK 1969) und Verbot der Ausweisung aus dem Heimatstaat (Art 3 Abs 1 4.ZPEMRK) – nur für Unionsbürger

### Bundesgesetz über den Schutz personenbezogener Daten
Im DSG befindet sich seit 1978 das Grundrecht auf Datenschutz (§ 1), das jedermann einen Anspruch auf Geheimhaltung personenbezogener Daten gibt. Das Recht hat als einziges Grundrecht in Österreich unmittelbare Drittwirkung.

### Protokoll Nr. 6 zur Konvention zum Schutze der Menschenrechte und Grundfreiheiten über die Abschaffung der Todesstrafe
Dieses Protokoll vom 28. April 1983, mit dem die Todesstrafe in Friedenszeiten abgeschafft wurde, trat in Österreich am 1. März 1985 in Kraft. Abgeschafft wurde die Todesstrafe in Österreich im ordentlichen Verfahren aber bereits 1787 von Joseph II. (gültig bis 1795), dann in der Ersten Republik (gültig bis 1934) und schließlich endgültig im Jahr 1950. In diesem Jahr fand auch die letzte Hinrichtung durch österreichische Behörden in Österreich statt. Im Jahr 1968 wurde die Todesstrafe in Österreich auch aus dem Standrecht abgeschafft.

### Bundesverfassungsgesetz über den Schutz der persönlichen Freiheit
Hauptartikel: Bundesverfassungsgesetz über den Schutz der persönlichen Freiheit
Dieses Gesetz von 1988 regelt nochmals ausdrücklich, wann jemand festgenommen oder angehalten werden darf und wann nicht, ergo die Person davor geschützt ist. Das Gesetz vom 27. Oktober 1862 zum Schutze der persönlichen Freiheit wurde 1867 zu einem Bestandteil des Staatsgrundgesetzes und galt als solches bis 1988.

### Protokoll Nr. 13 zur Konvention zum Schutze der Menschenrechte und Grundfreiheiten über die vollständige Abschaffung der Todesstrafe
Dieses Protokoll vom 3. Mai 2002, mit dem die Todesstrafe gänzlich, also zu Friedens- als auch zu Kriegszeiten abgeschafft wurde, trat am 1. Mai 2004 in Kraft (rückwirkend, kundgemacht 2005). Damit wurde die Abschaffung 1968 völkerrechtlich verbindlich.

### Europäische Grundrechte-Charta
Die Grundrechte-Charta, 2000 proklamiert, aber erst am 1. Dezember 2009 mit dem Vertrag von Lissabon in Kraft gesetzt, übernimmt, da sie als Basis für eine gemeinsame europäische Verfassung gedacht war, im Wesentlichen die Grundrechte aus der Europäischen Menschenrechtskonvention und bindet sie in das Recht der Europäischen Union ein. Sie ist nach Artikel 6 des Vertrages über die Europäische Union rechtlich ausdrücklich als gleichrangig mit diesem Vertrag bezeichnet.
Im Erkenntnis vom 14. März 2012 erklärte der Verfassungsgerichtshof, dass die Grundrechtecharta für Österreich zu jenen Normen gehöre, die von ihm als Maßstab für die Verfassungskonformität österreichischen Rechts herangezogen würden, entgegenstehende generelle Normen würden aufgehoben. Das wurde als Grundsatzentscheidung und „Meilenstein in der Entwicklung der Grundrechte-Judikatur“ interpretiert.

### Weitere wichtige Grundrechte
- Recht auf Gleichbehandlung von Fremden untereinander (Art 1 BVG zur Durchführung des internationalen Übereinkommens über die Beseitigung aller Formen rassischer Diskriminierung, 1973)
- Recht auf Zivildienst (§ 2 Zivildienstgesetz 1986 – ZDG)

## Durchsetzung der Grundrechte

### Sonderverwaltungsgerichtsbarkeit
Mit einer Beschwerde beim Verfassungsgerichtshof kann eine Person Erkenntnisse und Beschlüsse der Verwaltungsgerichte, die Grundrechte verletzen, anfechten.
Voraussetzungen dafür sind (kumulativ):
- Beschwerdeführer ist Grundrechtsträger
- Erhebung innerhalb von 6 Wochen nach Zustellung der letztinstanzlichen Entscheidung

Voraussetzungen (alternativ):
- Behauptung des Beschwerdeführers durch die Entscheidung in seinem verfassungsmäßig gewährleisteten Recht verletzt zu sein
- Behauptung des Beschwerdeführers durch die Entscheidung wegen Anwendung einer gesetzwidrigen Verordnung in seinem Recht verletzt zu sein
- Behauptung des Beschwerdeführers durch die Entscheidung wegen Anwendung einer gesetzwidrigen Kundmachung über die Wiederverlautbarung eines Gesetzes (auch Staatsvertrages) in seinem Recht verletzt zu sein
- Behauptung des Beschwerdeführers durch die Entscheidung wegen Anwendung eines verfassungswidrigen Gesetzes in seinem Recht verletzt zu sein
- Behauptung des Beschwerdeführers durch die Entscheidung wegen Anwendung eines rechtswidrigen Staatsvertrages in seinem Recht verletzt zu sein

Die Beschwerde ist als schriftlicher Antrag mit bestimmten Inhaltserfordernissen (§ 15 VfGG) durch einen bevollmächtigten Rechtsanwalt (§ 17 Abs. 2 VfGG) einzubringen. Es ist eine Eingabengebühr von 220 Euro zu entrichten (§ 17a Z 1 VfGG). Es besteht die Möglichkeit der Verfahrenshilfe (§§ 63 ff ZPO iVm § 35 Abs. 1 VfGG).
Bis zum Inkrafttreten der Verwaltungsgerichtsbarkeits-Novelle 2012 am 1. Jänner 2014 waren im Rahmen der Sonderverwaltungsgerichtsbarkeit nicht die Entscheidungen der Verwaltungsgerichte, sondern die in letzter Instanz ergangenen Bescheide der Verwaltungsbehörden anfechtbar. Im Jahre 2010 gab es insgesamt 2685 (1800 aus dem Jahre 2010, 885 aus den Vorjahren 2007, 2008, 2009) anhängige Beschwerdeverfahren. 1738 wurden davon im Jahr 2010 erledigt, 947 blieben ins Jahr 2011 anhängig.

### Normenkontrollverfahren
Verletzt ein Gesetz oder eine Verordnung ein Grundrecht, so kann dies durch Normenkontrollverfahren aufgegriffen werden. Zur Verfügung stehen:
- Prüfung über die Gesetzwidrigkeit von Verordnungen (Art 139 B-VG)
- Prüfung über die Gesetzwidrigkeit von Kundmachungen über die Wiederverlautbarung eines Gesetzes (Staatsvertrages) (Art 139a B-VG)
- Prüfung über die Verfassungswidrigkeit eines Gesetzes (Art 140 B-VG)
- Prüfung über die Rechtswidrigkeit von Staatsverträgen (Art 140a B-VG)

Erwähnenswert ist, dass auch eine einzelne Person unter bestimmten Voraussetzungen ein Normenkontrollverfahren beantragen kann (Individualantrag).
Im Jahre 2010 gab es insgesamt 268 (208 aus dem Jahre 2010, 60 aus den Vorjahren 2007, 2008, 2009) anhängige Gesetzesprüfungsverfahren und 249 (170 aus dem Jahre 2010, 79 aus den Vorjahren 2007, 2008, 2009) anhängige Verordnungsprüfungsverfahren. 103 Gesetzesprüfungsverfahren wurden im Jahr 2010 erledigt, 165 blieben ins Jahr 2011 anhängig. 110 Verordnungsprüfungsverfahren wurden im Jahr 2010 erledigt, 139 blieben ins Jahr 2011 anhängig. Es gab beim Verordnungsprüfungsverfahren 38 erledigte Individualanträge, beim Gesetzesprüfungsverfahren 30.
Siehe auch: Normenkontrollverfahren

### Grundrechtsbeschwerde
Die Grundrechtsbeschwerde steht nach Erschöpfung des Instanzenzuges jeder Person zu, die in ihrem Grundrecht auf persönliche Freiheit durch eine strafgerichtliche Entscheidung oder Verfügung verletzt wird. Die Beschwerde ist nicht zulässig bei der Verhängung und den Vollzug von Freiheitsstrafen und vorbeugenden Maßnahmen wegen gerichtlich strafbarer Handlungen. Es entscheidet der Oberste Gerichtshof (§ 1 GRBG).
Im Jahre 2010 wurden 75 Grundrechtsbeschwerden erledigt. 3 davon waren berechtigt.

### Ordentliche Gerichtsbarkeit
Verletzt ein Urteil im Zuge eines Zivil- oder Strafverfahrens ein Grundrecht, kann die betroffene Person den VfGH nicht anrufen. Eine „Urteilsbeschwerde“ existiert nicht. Der betroffenen Person bleibt nur der ordentliche Rechtsweg nach der Zivilprozessordnung oder der Strafprozessordnung bis zum Obersten Gerichtshof übrig, der dann die Grundrechtswidrigkeit prüft.

### Individualbeschwerde
In letzter Instanz kann auch der Europäische Gerichtshof für Menschenrechte gemäß Art 34 und 35 EMRK von jeder natürlichen Person, nichtstaatlichen Organisation oder Personengruppe mit einer Beschwerde, in der eine Grundrechtsverletzung behauptet wird, befasst werden. Es dürfen aber nur Grundrechte der EMRK und der Zusatzprotokolle verletzt sein.
Siehe auch: Europäischer Gerichtshof für Menschenrechte